# Tefu Mashamaite
Tefu Junaid Mashamaite, född 27 september 1984, är en sydafrikansk fotbollsspelare.

## Karriär
I augusti 2015 värvades Mashamaite av BK Häcken, där han skrev på ett 2,5-årskontrakt. Den 14 september 2015 gjorde Mashamaite allsvensk debut i en 4–1-vinst över Halmstads BK. Totalt spelade han sju matcher under sin första allsvenska säsong.
Den 20 mars 2016 skadade sig Mashamaite i semifinalen av Svenska cupen 2015/2016 mot Hammarby IF. Skadan som var i en underbensmuskel ledde till operation och gjorde att Mashamaite missade hela vårsäsongen 2016. Den 24 juli 2016 spelade han sin första allsvenska match under säsongen, och gjorde även sitt första allsvenska mål i en 2–0-seger över Helsingborgs IF.
I augusti 2016 återvände Mashamaite hem till Sydafrika och skrev på för SuperSport United. I november 2018 gick Mashamaite till Baberwa FC.